# Lista uzbrojenia używanego podczas wojny wietnamskiej

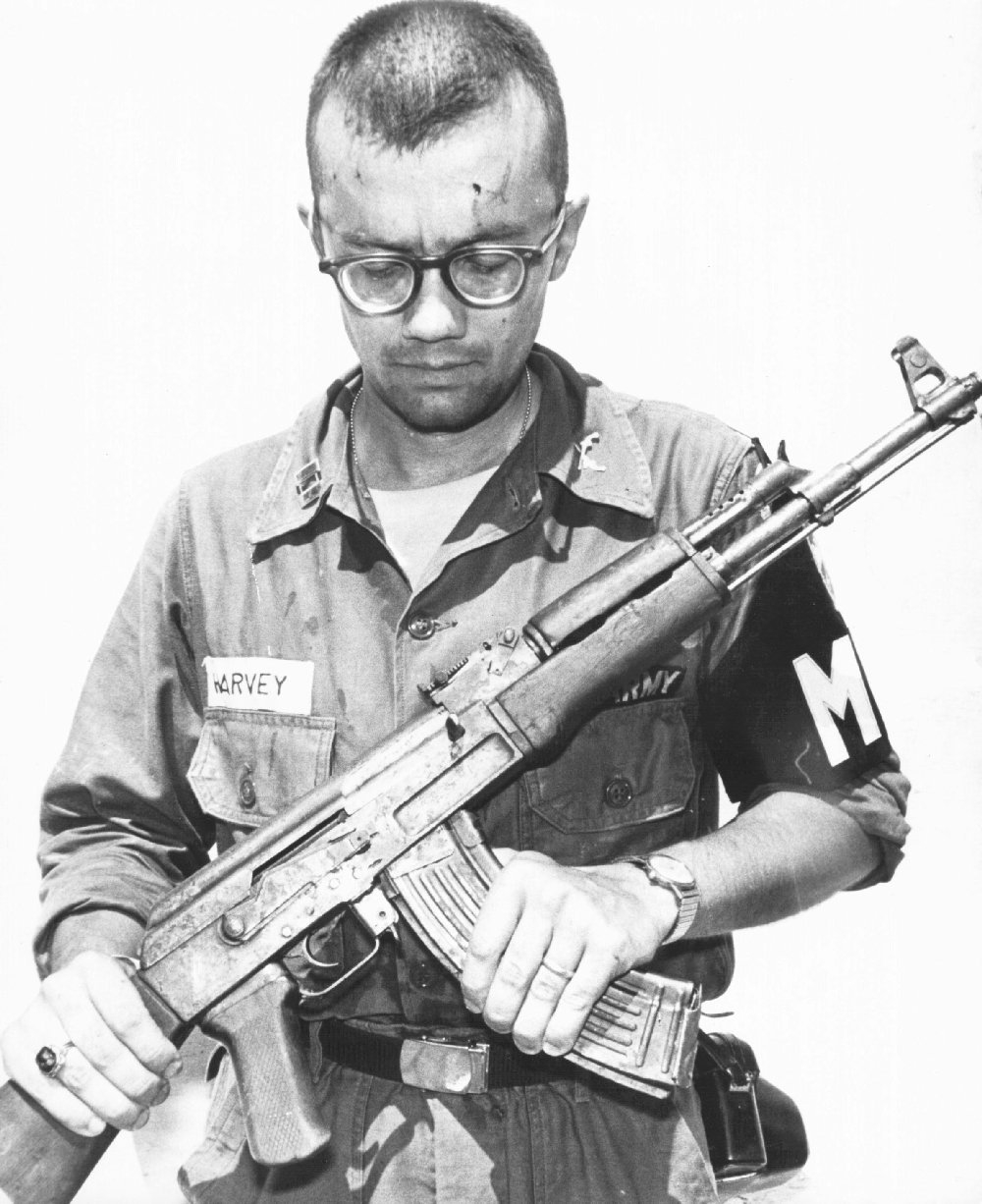
Żandarm US Army badający sowiecki karabinek AK, Wietnam 1968.

Częściowa lista uzbrojenia używanego podczas wojny wietnamskiej w latach 1959–1975.

## Broń Stanów Zjednoczonych, Korei Południowej, Wietnamu Południowego, Australii i Nowej Zelandii[5]

### Broń indywidualna

#### Bagnety i noże
- Bagnet M6
- Bagnet M7
- KA-BAR (USMC)
- Bagnet KCB70 (użycie ograniczone, tylko z karabinem Stoner 63)
- Noże Randalla, ręcznie robione na zamówienie żołnierzy
- Sztylet Gerber Mark II

#### Pistolety i rewolwery
- Pistolet Browning HP – używany przez Siły Australii i Nowej Zelandii, nieoficjalnie używany przez Amerykańskie Siły Specjalne i Rekonesans.
- Pistolet S&W Model 39 – używany przez US Navy SEALs.
- Pistolet Colt M1911 – główny pistolet US Army.
- Pistolet Colt Model 1903 Pocket Hammerless – używany przez wyższych oficerów i dowódców, zamieniony na Colta Commandera w połowie lat 60.
- Pistolet Colt Commander – zastąpił starszego Colta Model 1903 Pocket Hammerless w połowie lat 60.
- Rewolwer S&W Model 15 – używany przez jednostki USAF Security Police.
- Rewolwer S&W Model 12 – używany przez pilotów śmigłowców.
- Rewolwer M1917 – używany przez Armię Południowego Wietnamu i Siły Stanów Zjednoczonych. Podczas wojny również na równi z rewolwerem Smith & Wesson Model 10.
- Pistolet High Standard HDM – zastąpił Smith & Wesson Model 39.
- Pistolet Walther PP – używany głównie z tłumikiem przez jednostki specjalne i szpiegów.

#### Pistolety maszynowe
- Pistolet maszynowy Thompson – używany głównie przez Armię Południowego Wietnamu. W US Army używany przez jednostki śmigłowców i artylerię.
- Pistolet maszynowy M3 – główny pistolet maszynowy US Army i Sił Zbrojnych Południowego Wietnamu.
- Pistolet maszynowy K – używany przez US Navy SEALs. Później zamieniony na inny model - Smith & Wesson M76. Oprócz Navy SEALs, na wyposażeniu Armii Wietnamu Południowego.
- Smith & Wesson M76 – kopia szwedzkiego pistoletu maszynowego K, którą zastąpił.
- Pistolet maszynowy Madsen Model 1950 – używany przez najemników duńskich. Później również na wyposażeniu Sił Zbrojnych Południowego Wietnamu.
- Pistolet maszynowy Ingram M10 – używany przez siły specjalne i agentów CIA w Wietnamie. Również bron zdobyczna Vietcongu.

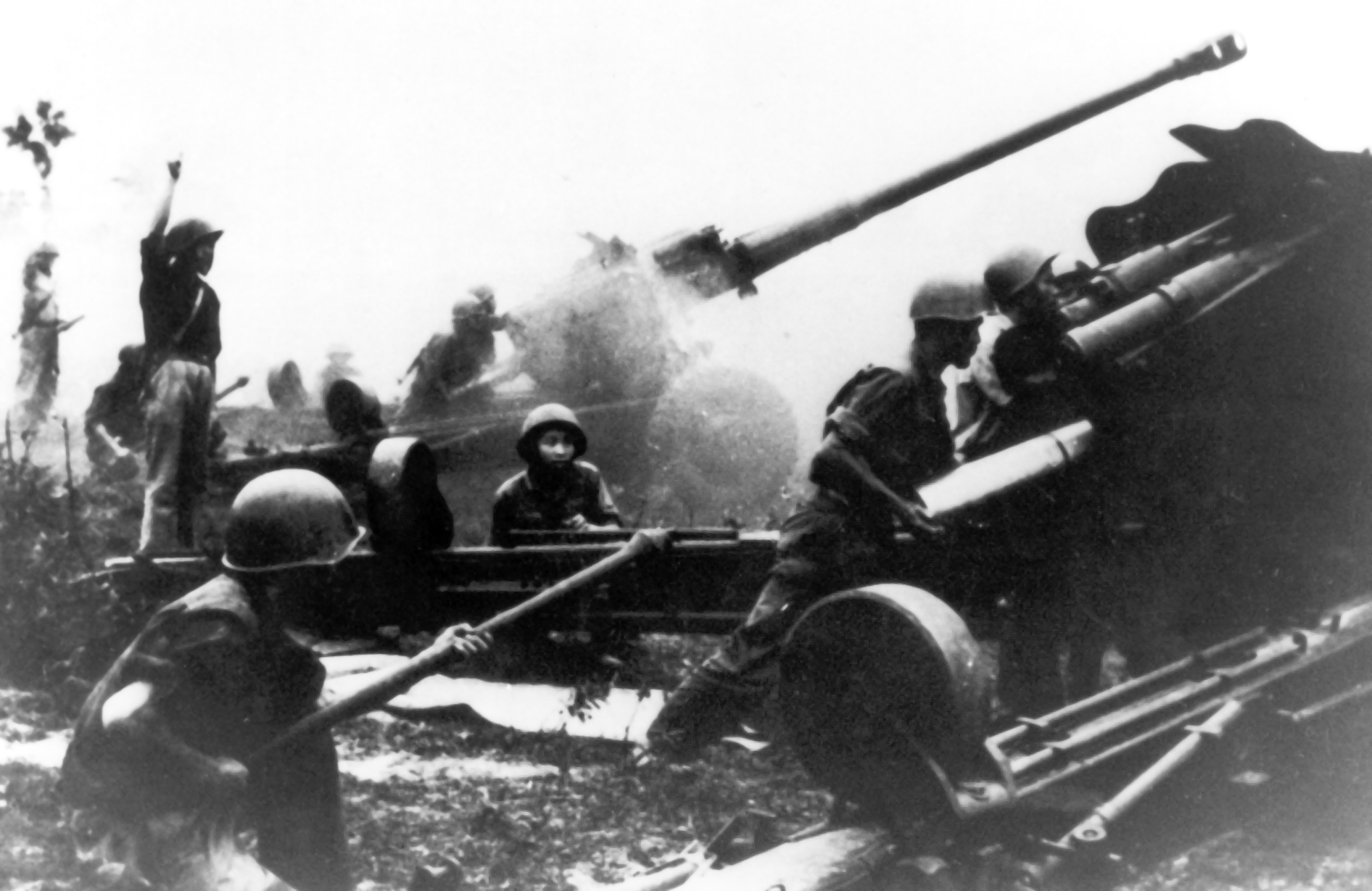
Żołnierze LAWP ostrzeliwujący stanowiska amerykańskie.

- Pistolet maszynowy MP 40 – używany tylko przez nieregularne oddziały cywilne - Civilian Irregular Defense Group.
- Pistolet maszynowy Uzi – w użyciu tylko przez siły specjalne.
- Pistolet maszynowy Owen – używany przez Wojska Australijskie, Korei Południowej i Malezji. Następnie zamieniony na model F1.
- Pistolet maszynowy F1 – zastąpił pistolet maszynowy Owen.
- L2A1 – wariant brytyjskiego pistoletu maszynowego Sterling, używany przez SASR, również z tłumikiem.

#### Strzelby
- Winchester Model 1912 – strzelba pump-action, używana przez oddziały USMC w początkowej fazie wojny.
- Ithaca 37 – strzelba pump-action, używana przez oddziały USMC.
- Strzelba Remington 870 – strzelba pump-action, używana przez oddziały USMC.
- Special Operations Weapon – modyfikacja Remingtona 870, będąca strzelbą pełnoautomatyczna.
- Remington Model 11-48 – strzelba półautomatyczna, używana przez oddziały USMC.
- Strzelba Winchester Model 1897 – używana przez oddziały USMC, później zamieniona na model Ithaca 37.
- Stevens Model 77E – strzelba pump-action używana przez US Army i USMC w Azji Południowej.

#### Karabiny piechoty
- Karabin L1A1 – używany przez wojska Australii i Nowej Zelandii.
- Karabin M1 Garand – używany przez USMC w początkowej fazie wojny, później również w użyciu przez Wietnam Południowy, Koreę Południową i Laos.
- Karabinek M1 i Karabinek M2 – używany przez Siły Stanów Zjednoczonych, Armię Południowego Wietnamu, Policję i Służby Bezpieczeństwa, a także jako broń zdobyczna Vietcongu.
- Karabin M14 – używany od początkowej fazy wojny do wczesnych lat 70. Później karabin służył jako broń snajperska.
- XM16E1 i M16A1 – na początku karabin XM16E1 przechodził problemy z zastąpieniem modelu M16A1. Po 1968 weszły w skład sił specjalnych oraz piechoty.
- XM177E2 – skrócona wersja karabinu M16, popularna wśród jednostek MACV-SOG.
- Karabin HK33 – używany przez wojska tajskie.
- T223 – karabin będący kopią HK33, na licencji firmy H & R Firearms, w małej liczbie używany przez US Navy SEALs.

#### Granaty i miny
- Granat Mk 2
- M61 Fragmentation Hand Grenade
- M34 White Phosphorus Hand Grenade – granat dymny wypełniony białym fosforem, który w kontakcie z powietrzem imituje biały dym.
- Granat AN-M18 – granat dymny.
- Mina Claymore M18A1 – mina przeciwpiechotna.
- Granat M67

#### Granatniki
- Granatnik M79

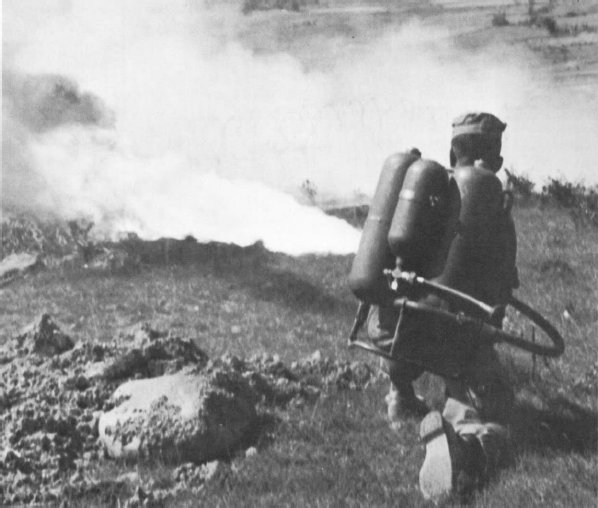
Jeden z żołnierzy US Army używający miotacza ognia M2

- Granatnik M203 – używany przez jednostki specjalne.
- Granatnik China Lake – granatnik pump-action, używany przez US Navy SEALs.
- Granatnik XM148
- Granatnik Mk 19

#### Miotacze ognia

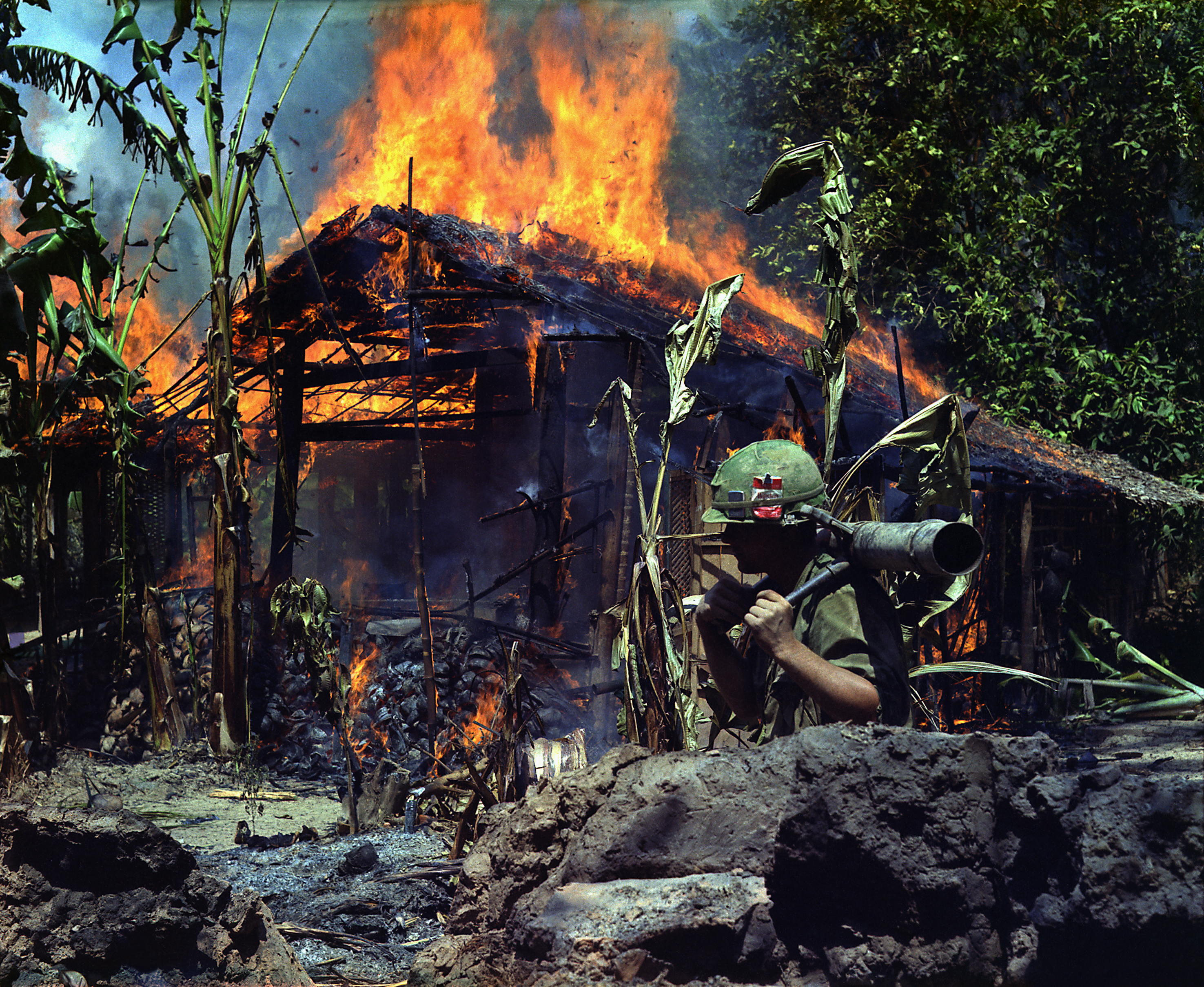
Żołnierz US Army niosący działo bezodrzutowe M67. W tle jeden z płonących „sztabów dowództwa” Wietkongu, Mỹ Tho, Wietnam Południowy, 1968

- Miotacz ognia M2
- Miotacz ognia M9

#### Broń wsparcia piechoty
- Działo bezodrzutowe M18 (57 mm)
- Działo bezodrzutowe M20 (75 mm)
- Działo bezodrzutowe M67 (90 mm)
- Działo bezodrzutowe M40 (106 mm)
- Moździerz M19 (60 mm)
- Moździerz M29 (81 mm)
- Moździerz M30 (107 mm)
- M20 Super Bazooka – używana przez USMC, później zastąpiona przez M72 LAW.
- FIM-43 Redeye MANPADS (Man-Portable Air-Defence System)

### Artyleria
- Haubica M2A1 (105 mm)
- Haubica M102 (105 mm)

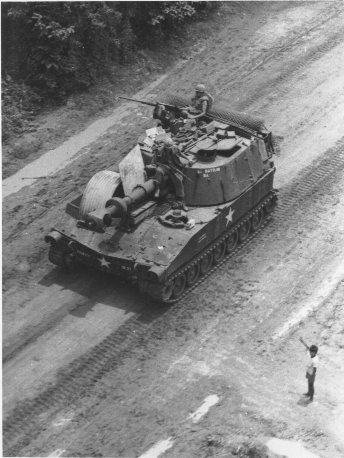
Haubica samobieżna M109

- Haubica M107 – haubica samobieżna kalibru 175 mm.
- Haubica M109 – haubica samobieżna kalibru 155 mm.
- Haubica M110 – 8-calowa haubica samobieżna.
- Haubica M1
- Haubica L5 – używana przez wojska australijskie.

#### Rodzaje amunicji artyleryjskiej
- Beehive
- Fosfor biały – tzw. „Willy Peter”.
- HE (High Explosive) – pocisk uniwersalny.
- Kartacze

### Lotnictwo
- A-1 Skyraider
- A-37 Dragonfly
- F-5 Freedom Fighter
- A-4 Skyhawk
- A-6 Intruder
- A-7 Corsair II
- AH-1 Cobra
- AC-47 Spooky
- AC-130 „Spectre”
- AC-119G „Shadow”
- AC-119K „Stinger”
- B-52 Stratofortress
- B-57 Canberra
- Canberra B.20
- F-4 Phantom II
- F-8 Crusader
- F-105 Thunderchief
- F-100 Super Sabre
- F-101 Voodoo (RF-101)
- F-102 Delta Dagger
- F-104 Starfighter
- F-111 Aardvark
- OH-6 Cayuse
- OH-58 Kiowa
- Rockwell OV-10 Bronco
- UH-1 Iroquois

#### Wsparcie lotnicze

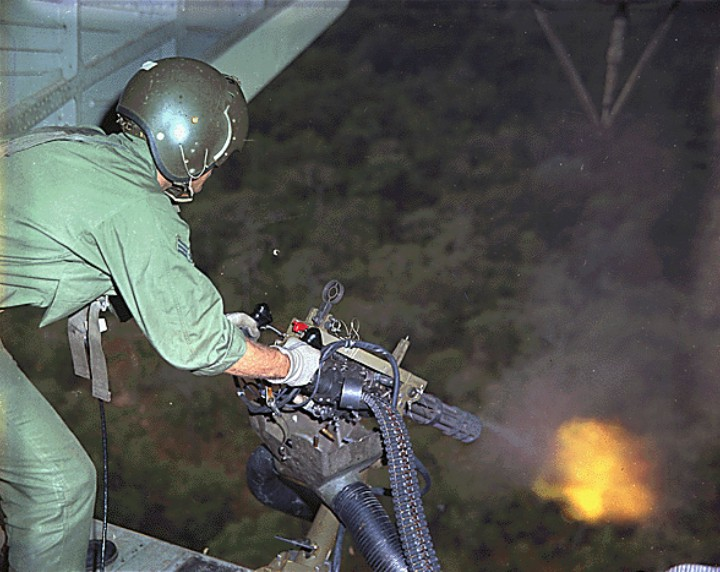
Jeden z żołnierzy ostrzeliwujący Minigunem stanowiska żołnierzy LAWP

- C-123 Provider
- C-130 Hercules
- C-141 Starlifter
- UH-1 Iroquois
- CH-47 Chinook
- C-5 Galaxy
- C-7 Caribou
- CH-46 Sea Knight
- H-2 Seasprite
- H-3 Sea King
- UH-34 Seahorse
- CH-53 Sea Knight
- CH-54 Skycrane
- H-43 Huskie
- O-1 Bird Dog
- O-2 Skymaster
- OV-1 Mohawk

#### Uzbrojenie lotnicze
- GBU
- CBU
- BLU-82 Daisy Cutter
- Napalm
- Bomby: 250 funtów, 500 funtów, 750 funtów, 1000 funtów, Pocisk uniwersalny – HE (High Explosive).
- Rakiety powietrzne: HE (High Explosive) oraz rakiety 2.75 cala.

#### Broń lotnictwa
- Działko M61 Vulcan (20 mm)
- Minigun (7.62 mm)
- M197 Gatling Gun (20 mm)
- Karabin maszynowy M60 (7.62 mm)

### Pojazdy kołowe
- M38A1 – jeep 0,25 t
- Ford M151 MUTT – 0,25 t, Military Utility Tactical Truck (jeep)
- Dodge M37 – 0,75 t
- Kaiser Jeep M715 – 1,25 t
- Ciężarówka M35 – 2,5 t
- Ciężarówka M135 – 2,5 t
- Ciężarówka M211 – 2,5 t
- Ciężarówka M809 – 5 t
- Ciężarówka M520 Goer (8 t, napęd 4x4)
- Land Rover – używany przez wojska australijskie i nowozelandzkie.

### Czołgi
- M41 Walker Bulldog – czołg lekki na wyposażeniu Armii Wietnamu Południowego.
- M48 Patton – używany przez US Army, USMC oraz przez Armię Wietnamu Południowego.
- M551 Sheridan – czołg lekki na wyposażeniu US Army.
- Centurion (A41) – czołg podstawowy na wyposażeniu wojsk australijskich.

### Inne pojazdy opancerzone
- M113
  - M113 ACAV
- M8 Greyhound – używany przez Armię Południowego Wietnamu.
- LVTP-5
- M50 Ontos – samobieżne działo bezodrzutowe jednostek USMC.
- Cadillac Gage V-100 Commando
- Mark I PBR – rzeczna łódź patrolowa.
- LARC-LX
- BARC
- AMTRAC
- M114 CRC – pojazd zwiadowczy.
- M42 Duster – lekki pojazd opancerzony z działem Bofors 40 mm.
- LCVP
- LCM

### Ciężarówki bojowe
- Gun trucki – 2,5 oraz 5-tonowe ciężarówki bojowe uzbrojone w karabiny maszynowe M45 Quadmount montowane na tyłach pojazdu.
- M3 – transportery półgąsienicowe, uzbrojone w karabiny maszynowe M45 Quadmount, montowane na tyłach pojazdu.
- Jeepy z zamontowanymi karabinami maszynowymi M60.
- Land Rovery z pojedynczo lub podwójnie zamontowanymi karabinami maszynowymi M60, używane przez wojska australijskie i nowozelandzkie.

### Łodzie

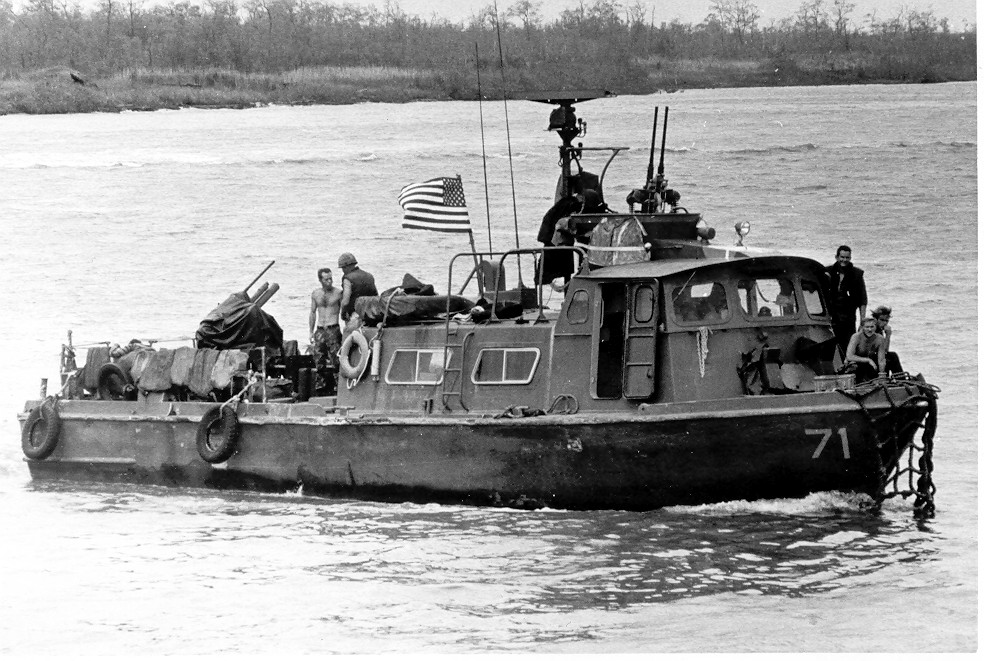
Łódź typu PCF - Patrol Craft Fast.

- Monitory rzeczne – ciężej uzbrojone łodzie patrolowe
- Swift Boat (PCF)
- Assault Support Patrol Boat (ASPB) – również znane jako „Łodzie Alfa”
- Patrol Boat, River (PBR) – używane przez US Navy
- APA 27, USS George Clymer – używane jako łodzie transportowe

### Broń chemiczna
Główną bronią chemiczną używaną w czasie wojny wietnamskiej był tzw. „Agent Orange”. Dioksyna ta zrzucana była na pola uprawne w celu zniszczenia roślin uprawnych. Zrzucono ok. 12 mln gallonów amerykańskich „Agenta Orange”. W 1997 Wall Street Journal opublikował artykuł, w którym oszacowano, że ok. 0,5 mln dzieci urodzonych po zrzuceniu dioksyn było czterokrotnie bardziej zdeformowanych w Wietnamie Południowym niż w Północnym.

## Uzbrojenie Ludowej Armii Wietnamu i Wietkongu[5]

### Broń indywidualna

#### Pistolety i rewolwery
- Pistolet TT
- Pistolet PM
- Rewolwer Nagant wz. 1895
- Pistolet Mauser C96
- Pistolet CZ 52
- Pistolet Typ 14 Nambu – pistolet zdobyczny w walkach z Japonią podczas II wojny światowej, używany przez oficerów LAWP.

#### Pistolety maszynowe
- Pistolet maszynowy PM-63 Rak

- Pistolet maszynowy PPSz
- Pistolet maszynowy MAT 49
- Pistolet maszynowy Sa vz. 48
- Pistolet maszynowy PPS
- Pistolet maszynowy MP 40 – broń zdobyczna ZSRR, dostarczana LAWP.
- Pistolet maszynowy K-50M

#### Karabiny piechoty
- Karabinek AK i Karabinek AKM – dostarczone przez ZSRR i państwa Układu Warszawskiego.
- Karabin Typ 56 – dostarczone przez Chiny.
- Karabin SKS
- Karabin Sa vz. 58
- Karabin SWD-63 – również znany jako „Dragunow”.
- Karabin Mosin–Nagant – dostarczone przez ZSRR, Chiny i państwa Układu Warszawskiego.
- Karabin Mauser Kar98k – broń zdobyczna Ludowej Armii Wietnamu Północnego, podczas I wojny indochińskiej z Francją.
- Karabinek Sturmgewehr 44 – broń zdobyczna ZSRR, dostarczana Ludowej Armii Wietnamu Północnego.
- Karabin Arisaka Typ 38 – broń zdobyczna w walkach przeciwko Japonii podczas II wojny światowej
- Karabin Typ 63

#### Karabiny maszynowe
- Karabin maszynowy RPD
- Karabin maszynowy DP
- Karabin maszynowy RPK
- Karabin maszynowy MG 34 – broń zdobyczna ZSRR, dostarczana LAWP.
- Karabin maszynowy MG 42 – broń zdobyczna ZSRR, dostarczana LAWP.
- Karabin maszynowy vz. 59
- Karabin maszynowy DSzK
- Karabin maszynowy Maxim wz. 1910
- Karabin maszynowy PK/PKS

#### Granaty
- Granat F-1
- Granat RG-42
- Granat RGD-5

### Miotacze ognia
- LPO-50 – użycie ograniczone

### Artyleria
- ZPU-4 (14,5 mm)
- Armata przeciwlotnicza ZU-23-2 (2x 23 mm)
- 37 mm armata przeciwlotnicza wz. 1939 (61-K)
- Armata przeciwlotnicza S-60 (57 mm)
- Moździerze 82 mm, 107 mm oraz 120 mm
- Katiusze (120 mm)
- Działa 120 mm

### Broń przeciwlotnicza

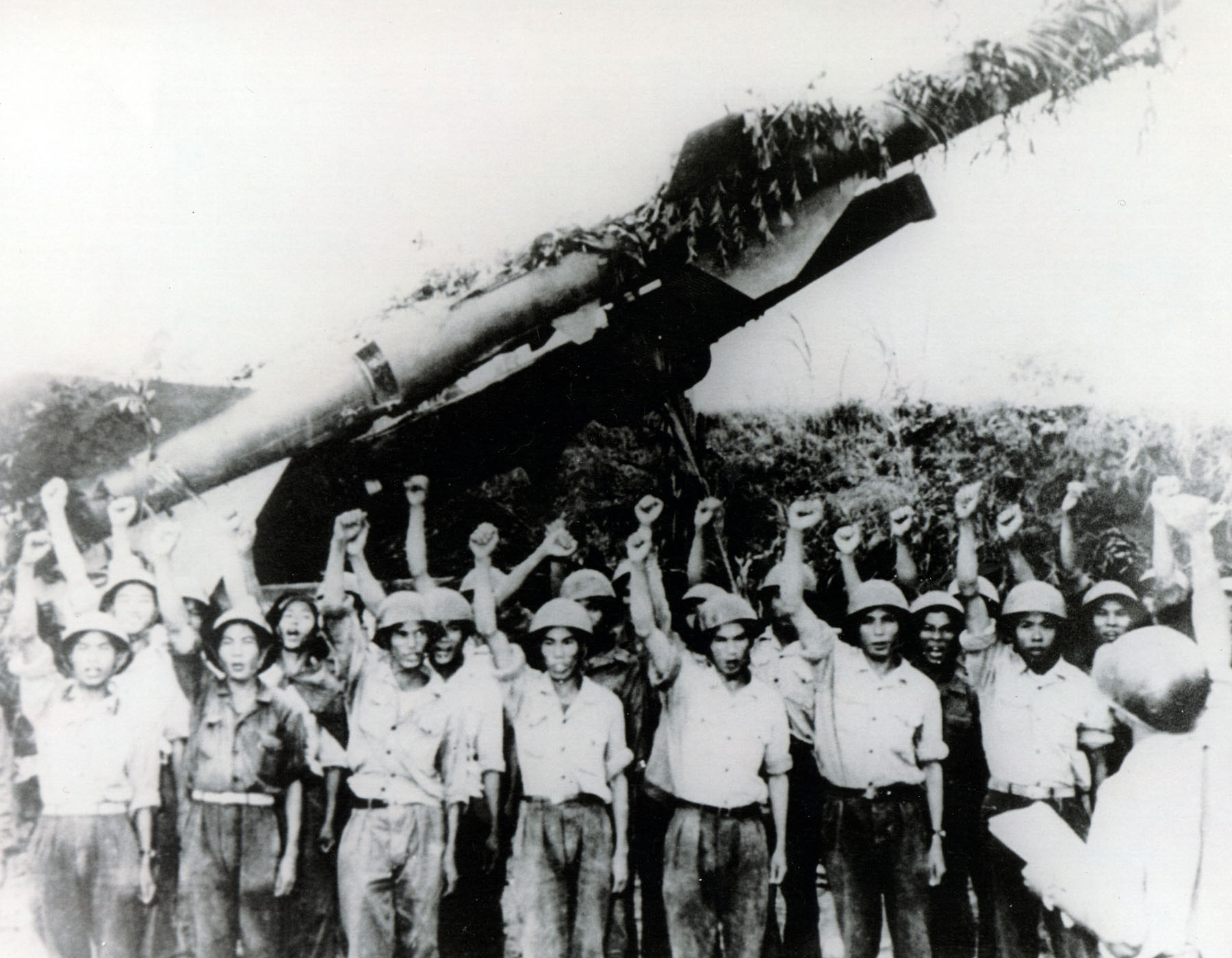
Żołnierze Ludowej Armii Wietnamu Północnego na tle wyrzutni rakiet S-75.

- Rakiety ziemia-powietrze S-75 (nazwa kodowa NATO: SA-2)[6]
- Ręczny przeciwlotniczy pocisk rakietowy Strzała-2 (nazwa kodowa NATO: SA-7)[6]

### Pojazdy
- PT-76 – czołg-amfibia.
- BTR-40
- BTR-50
- BMP-1
- ZSU-23-4 – samobieżny system przeciwlotniczy.
- T-34/85 – czołg średni; używane w ograniczonej liczbie.
- T-54 i T-55 – czołgi podstawowe.
- ZSU-57-2 – samobieżny system przeciwlotniczy, używany w ograniczonej liczbie.
- BTR-60
- rowery

## Uzbrojenie standardowe sił nieregularnych

### Broń indywidualna
- Bagnet M1
- Bagnet M6
- Bagnet M7
- Karabin Arisaka Typ 38
- Karabin M1 Garand
- Karabinek M1
- Karabin Springfield M1903
- Karabin MAS 36
- Karabin MAS 49
- Pistolet maszynowy MAT 49
- Pistolet maszynowy MP 40
- Pistolet maszynowy PPS
- Pistolet maszynowy Carl Gustaf m/45
- Karabin Mosin-Nagant
- Karabin Kar98k
- Karabin maszynowy wz. 99 – używany tylko przez Wietkong.
- Pistolet Nambu Typ 14
- Pistolet Colt M1911
- M72 LAW

Oprócz powyższych, również w użyciu szereg improwizowanych min przeciwpiechotnych, pułapek „Booby” i Punji.